# Lojze Grozde
Lojze Grozde (szül. Alojzij Grozde) (Gorenje Vodale, 1923. május 27. – Mirna, 1943. január 1.) szlovén költő és vértanú.

## Életpályája

### Gyermekkora
Lojze Grozde a Gorenje Vodaléban született Mokronog mellett, a tržiščei plébánia területén, Dolenjska vidéken, Délkelet-Szlovéniában.
Marija Grozde Franc Udovčcsel folytatott kapcsolatából származó törvénytelen fia volt. Marija napszámosként kereste meg maga és fia számára a mindennapi kenyeret. Lojze négyéves volt, amikor anyja férjhez ment Franc Kovačhoz, aki azonban származása miatt nem kedvelte a fiút, ezért Lojze eleinte jobbára a rokonoknál élt. Mostohaapja később megenyhült iránta, mert a fiú nagyon jól tanult. Ily módon Lojze a szülőházában maradt, és nagynénje gondoskodott róla.
A négy alsó elemi osztály elvégzése után Ljubljanába ment. Ivanka nagynénje segítségével – aki ekkor a fővárosban a Pogačar családnál szolgált – és jótevői révén Lojze folytathatta tanulmányait. A Marijanišče nevű fiúkollégiumban lakott, a gimnáziumban kitűnő eredményeket mutatott fel.
Már ekkor elkezdett irodalommal, prózával és lírával foglalkozni, így osztálytársai között népszerű lett. A Katolikus Akció (Katoliška Akcija) nevű diákszervezet tagja és később vezetője lett, s a Mária Társulatnak (Marijina kongregacija) is buzgó résztvevője volt.

### A második világháborúban
A második világháború kitörését követően, s Szlovénia 1941-es elfoglalása után helyzete igencsak nehézzé vált, egyrészt mert az országot megszállva tartó tengelyhatalmak megtiltották a szlovén nyelv használatát, másrészt mert Jugoszláviában terjedtek a kommunista eszmék, amelyek ellenségüknek tekintették a keresztény egyházakat is az olaszok, magyarok és németek mellett. Lojze ezért sokkal többet foglalkozott a vallással.

#### Vértanúsága, megtalálása és temetése

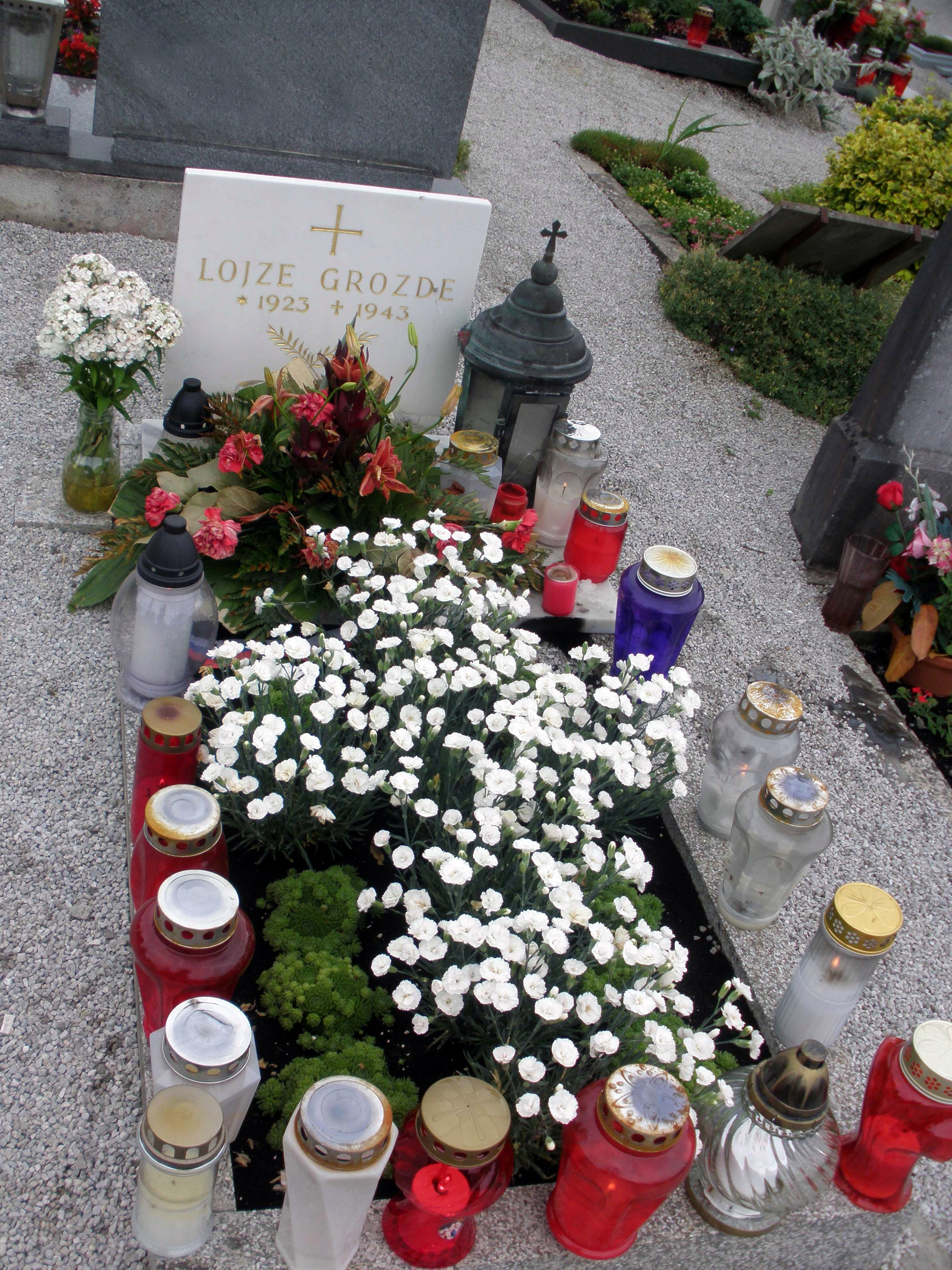
Boldog Lojze Grozde sírja a Šentruperti temetőben 2010.

A karácsonyi szünetben nem ment haza, mert azon a vidéken harcok dúltak, ezért a rokonságlátogatás nem volt egyszerű. Bár Lojzét óva intették, úgy döntött, hogy az újévben hazamegy, s kért engedélyt is. Az útra szánkóval indult, és először Struge nevű községben lakó barátjánál szállt meg. Január 1-jén, pénteken, stičnai apátságban még szentmisén és szent áldozásban vett részt, aztán vonattal Ivančna Goricától Trebnjeig ment. Ott megtudta, hogy vonattal nem tud tovább utazni, mert a vasúti közlekedés megszakadt. Mirna faluig gyalog akart menni. Útközben egy kocsira kéredzkedett fel, de az első mirnai háznál két ott őrt álló partizán felszólította, hogy szálljon le a kocsiról, és elkezdték kihallgatni. Találtak nála latin nyelvű misszált, Kempis Tamás Krisztus követése c. művét és Fatima Istenanyjának üzenetét. A közeli kocsmába vitték, és ott folytatódott a kihallgatása. Grozdében az ellenség hírszerzőjét gyanították, amúgy pedig a gondolkodása révén, amit a nála lévő könyvek is bizonyítottak, automatikusan az ellenségüknek számított, ezért megkínozták és megölték. Az emberek közt elterjedt nemsokára a hír, hogy a partizánok, akik Mirnát elfoglalták, dőzsölve ünnepelték az újévet. Ám vannak olyanok is, akik azt állítják, hogy nem kínozták meg. A rettenetes kínzásról azonban beszámol az Grozdéról szóló rövid életrajz. Hasonlóképpen Anton Strle életrajzában is megemlíti a kínzást. Úgy írja, hogy a férfi holtteste nem is volt eltemetve, és egy különleges šetnruperti bizottság a testén komoly bántalmazás nyomait fedezte fel.
1943. február 23-án iskolások találták meg holttestét az erdőben. Ezután a szomszédos Šentrupertbe szállították, és ott jegyzőkönyvet vettek fel az esetről. A harcok miatt nem tudták biztonságosan elvinni a tržiščei plébánia területére, hogy ott helyezzék örök nyugalomra, ezért a šentruperti temetőben temették el. Az ártatlan diák megkínzásának és meggyilkolásának híre hamar elterjedt az emberek között.

## Boldoggá avatásaCeljevárosában

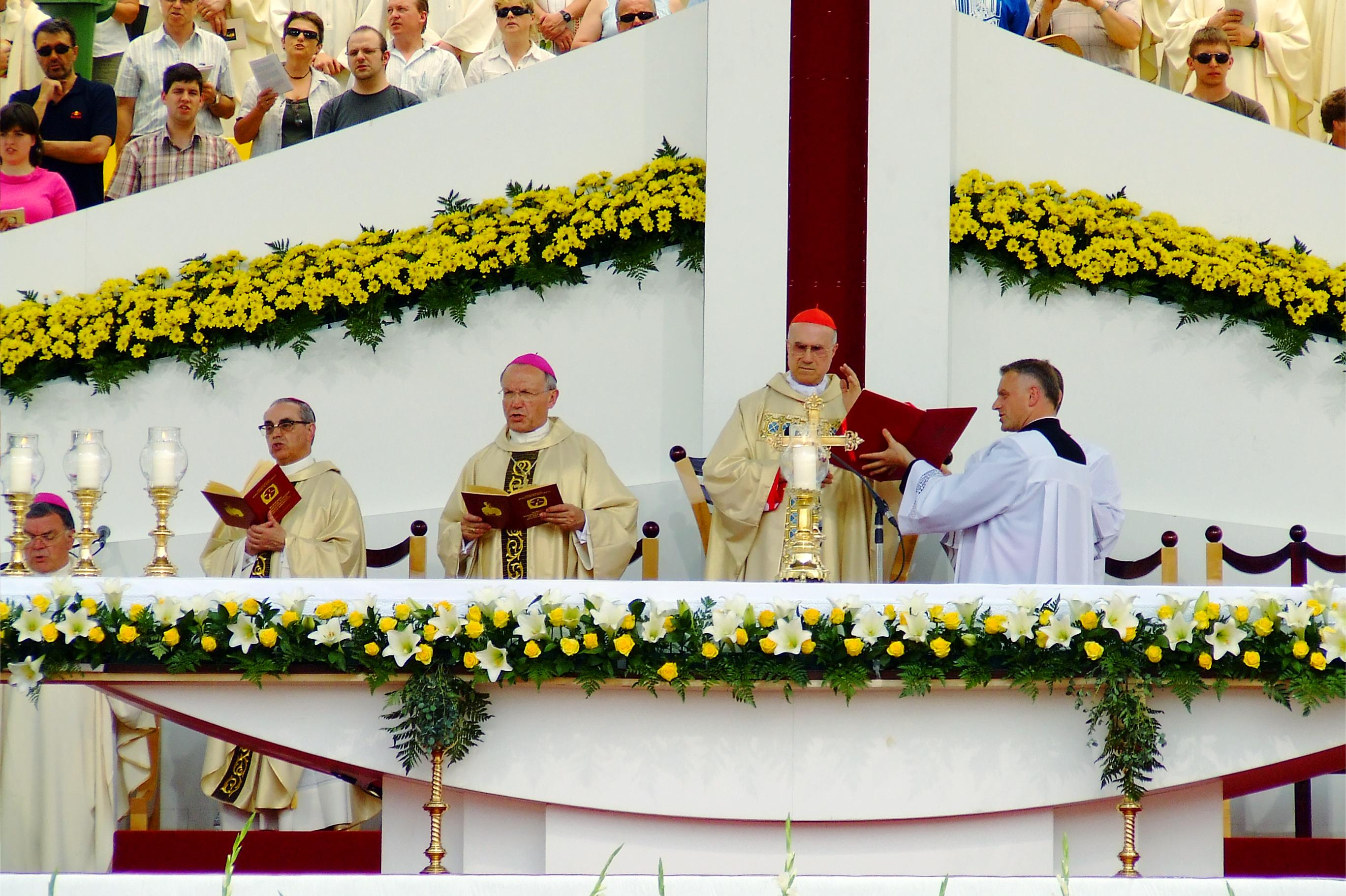
Boldoggá avatása Celje, Szlovénia 2010

Grozde halálának ötvenedik évfordulója alkalmából a Ljubljanai főegyházmegye megkezdte az egyházi eljárást vértanúságának elismerésére és boldoggá (beatifikáció), majd szentté avatására (kanonizálás). II. János Pál pápa első szlovéniai látogatása alkalmából is említette és ezt mondta: Isten Szolgája Lojze Grozde csak egy a kommunizmus számtalan ártatlan áldozatának, akik magasra emelik a vértanúság pálmáját, mint kitörölhetetlen jelet és figyelmeztetést. Krisztus tanítványa volt. XVI. Benedek pápa pedig azt mondta, hogy a szentek nem a múlthoz tartoznak, hanem képviselik az Egyház és társadalom jelenét és a jövőjét. Tökéletesen megvalósították a szeretetet az igazságban, amely a kereszténység legnagyobb értéke, egyéniségük olyan, mint a prizmák, akik különböző árnyalatokban sugározzák az egységes fényt, amely Krisztus.
»Roma locuta – causa finita!« Róma elrendelte, az ügy befejezett!, mondja nehezen kivárt jelentés, amely május 19. szerdán, az Apostoli Nunciatúrán keresztül Szlovéniában jelentette a Novo mestó-i püspöknek Andrej Glavannak a boldoggá avatás posztulátorának, hogy Isten Szolgája Lojze Grozdét a boldogok sorába iktathatják. Már 2010. március 27. megérkezett Rómából a hír, hogy a pápa jóváhagyta a dekrétumot Lojze Grozde vértanúságáról. Ezzel megadatott az engedély az ünnepi boldoggá avatásnak vagy beatifikációnak, amely megerősíti, ahogy ezt Novo mestoról kérték Rómától június 13. a Szlovén Eucharisztikus kongresszuson Celjében. Lojze Grozde vértanút hivatalosan a 11. évközi vasárnapon, szentmise keretében avatták boldoggá. A pápa nevében a boldoggá avatási szertartást államtitkára, Tarcisio Bertone bíboros végezte.
»Grozdénak az Eucharisztia volt élete fénypontja. Nem véletlen, hogy éppen az Eucharisztia ünneplésekor Celjén íratott be hivatalosan a boldogok mennyei sorába.«  Lojze eucharisztikusan töltekezett a néhai krki püspök által Anton Mahničnál.

## Költőként
Grozderől négyrészes úgynevezett „négy-logia” 1991-ben jelent meg.
Slovenski mučenec Lojze Grozde.(Lojze Grozde szlovén vértanú) A könyv elején életrajza van, amely sok tanú kijelentése alapján, valamint egyéni tapasztalatok és emlékek alapján készült. Mindezeket nevelője a Marijanišče prefektusa, doktor Anton Strle, állította össze. Ez újranyomtatása annak az írásnak 1944 nyarán, más címen jelent meg. A könyv megjelenése után a hatóságok öt évre börtönre ítélték. Ugyancsak megfosztották még három évre a polgári jogoktól. Ebben az életrajzban Anton Strle, későbbi dogmatika tanár a Ljubljanai Teológiai Fakultáson, ezt állítja: "Lojzenak fájdalmat okoztak a bajok, amelyeket egymásután népünknek el kellett szenvednie a (polgár) háború idején. Mégis a kishitűségnek Lojze szívében nem volt helye, amit egyik barátja ír róla." Ezt fejezi ki a költemény is "Bolestni sonet" (Fájdalmas szonett) 1942-ből:
Szlovénia, Szlovénia, én sebem!

Elfelejtett, lenézett és elárult,

Átadva az ellenségnek erőtlenül!

Véres kezek nyúltak utánad,

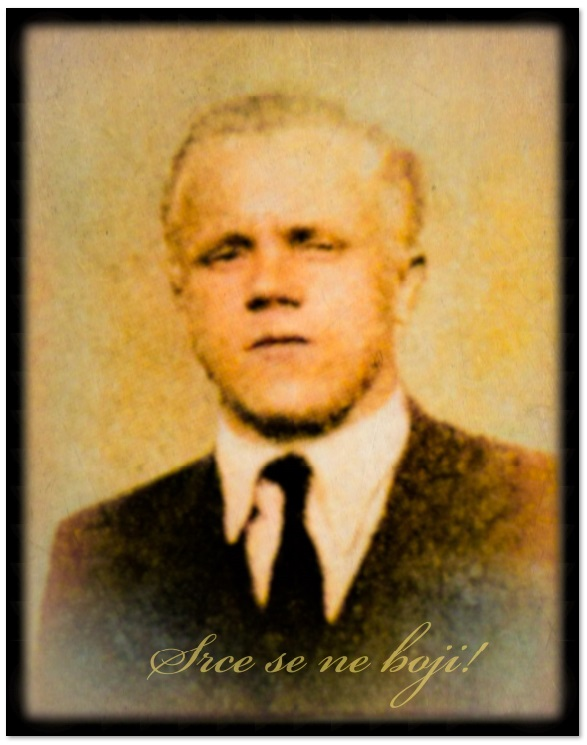
Lojze Grozde

Hogy téged megszentségtelenítsenek, széttépjenek, s összezúzzanak -

Nyugodj szívem, nyugodj: Még él az Isten.
Janez Pogačar, aki Lojzekot személyesen ismertet, mert családjánál nagynénije Ivánka szolgált, megírta "Drobec spominov" (Apró emlékek), melyekben megerősíti, hogy Lojze nem akart fegyvert fogni és azért sok keserűséget kellett elszenvednie.
Berta Golob történésznő előkészítette Grozde költeményeinek válogatását tematika szerint: hangulatkeltők, vallásosak és szerelmes versek. Róla, mint költőről, ír Kermauner író: "Grozde költeményeiben olyannak mutatkozik, mint amilyenek azt megírta Strle könyvében: Mladec Kristusa Kralja (Krisztus Király ifja). Grozde törekvése: nem költőnek lenni mint France Balantič: Grozde szent akar lenni. "
Hihetetlenül hasonlóak Balantič-el abban a sejtelemben, hogy a halál már nincsen messze. Előérzete volt, hogy fiatalon fog meghalni; az is, milyen módon, már korán kifejezte költeményeiben. Emlékezünk a negyedik osztályára költeménye "Utrinek" (Hullócsillag):
Lent áll a fa,

Kihalt és mezítelen;

Az utolsó levél róla

Most hullik a talajra

Visszatér a földbe.

Úgy tűnik –

Nekem szól:

"Hamarosan utánam,

Lehet, hogy még ez éjjel,

Elmész te is."

## Lojze Grozde – a béke szimbóluma
Taras Kermauner kísérőbeszédében Anton Strle az életrajzához (aki szintén a szentek jelöltjei között van) Grozde-ról feljegyzi:»Grozde egyesíti Irenej Friderik Baraga apostoli buzgóságát, Janez Frančišek Gnidovec aszkézisét és szenvedését, Boldog Anton Martin Slomšek szervezőképességét... Jelképezi a vértanúságot, amit elszenvedtek a keresztények és katolikus Szlovénok a második világháborúban és azután is hitük miatt... Érdemes felfigyelni hősiességére. Kellene az ő személyiségé sorozni azok a (partizán) hősök közé, akiket annyi éven át előretoltak, mint példaképet. Napjainkban ilyen példaképekre van szükségünk, mint amilyen ember volt Grozde – vértanú, szent. Nem agresszív katonaember, aki azt gondolja, hogy Istent fegyverrel és más vérével dicsőítheti. Bátorkodom kiemelni, hogy Grozde a legnagyobb fiatal Szlovének közé tartozik; hogy éppen az ő megtartása irányadó és tartalmilag a legtöbbet éri. « 

## Film és TV
- Moj glas zliva se v prošnjo (Az én hangom összeforr egy könyörgésre) Documentum-előadás – Dokumentumfilm az RTV-én Szlovénia-1, Első program. Beszélnek: belgradi érsek Stanislav Hočevar, Miha Žužek jezsuita és a többiek.

## Képgaléria

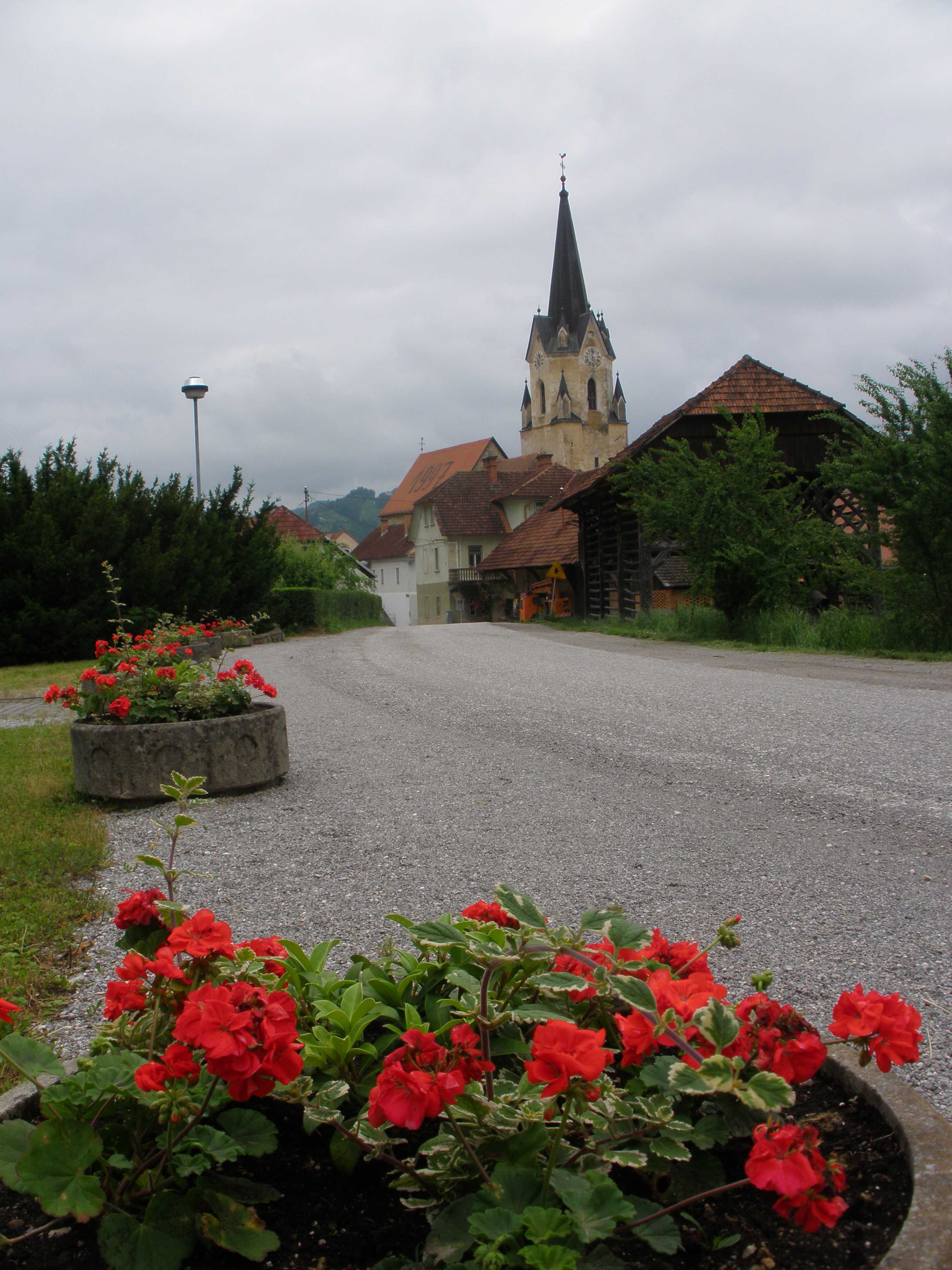
Šentrupert Szent Emmától származó gótikus templomával 1000 körül.
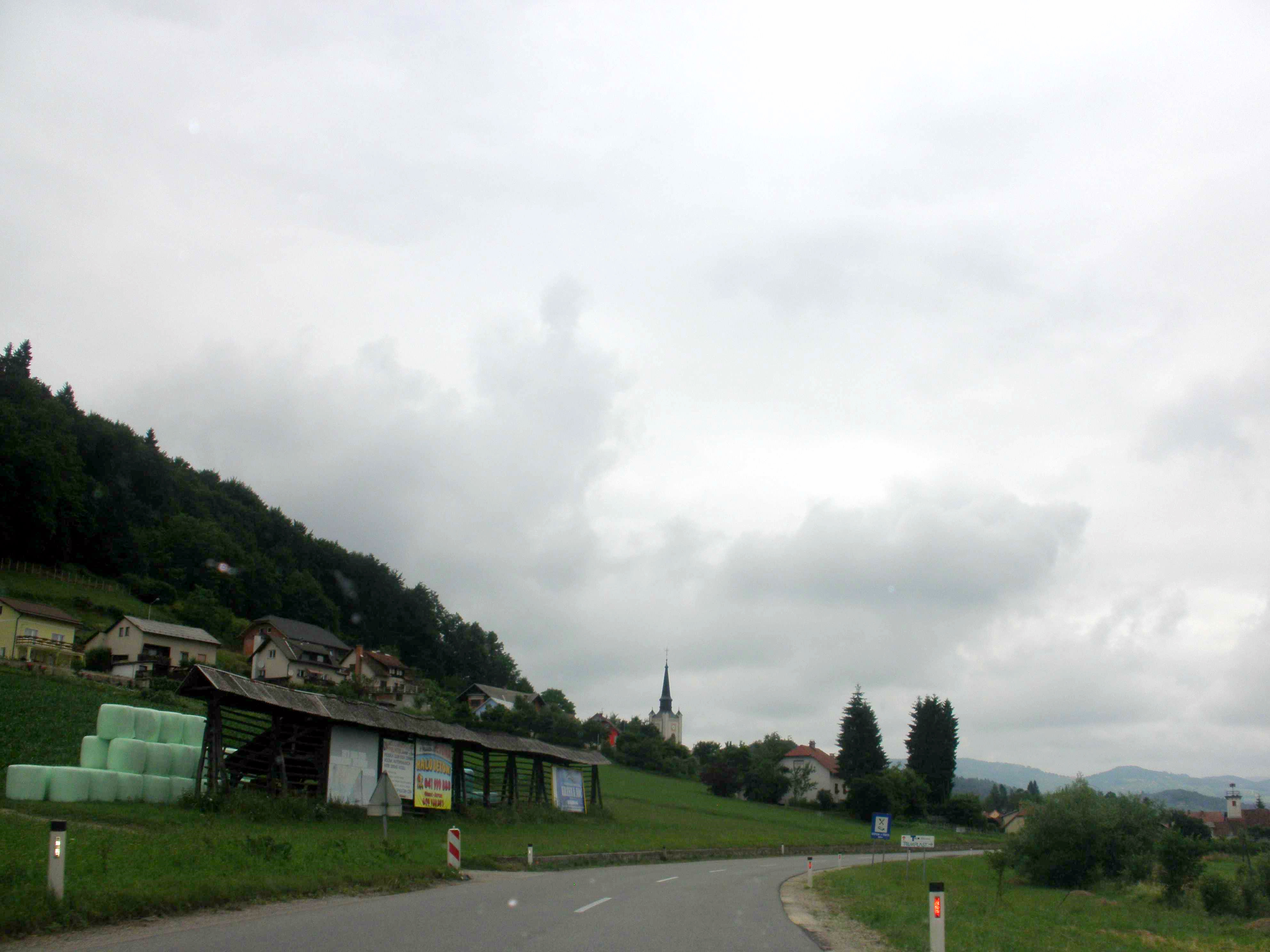
Mirna falu Dolenjska délkeleti szlovén vidékén.
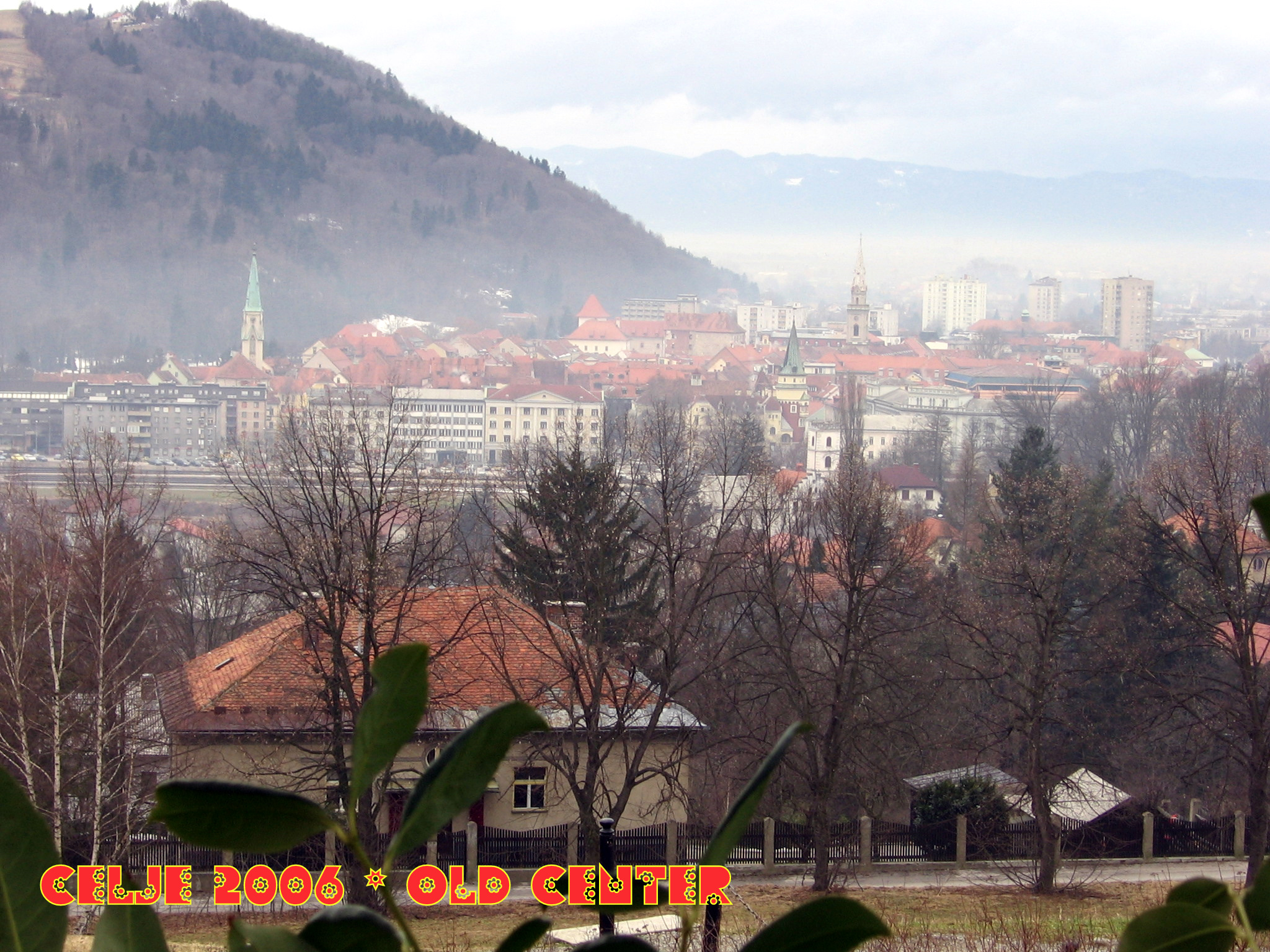
Celje város Szent József dombból.